# Trichlora
Trichlora é um género botânico pertencente à família Alliaceae.